# إد غريتوس
إد غريتوس (بالإنجليزية: Ed Greathouse)‏ (26 أكتوبر 1899 – 1954) هو ملاكم أمريكي راحل، مثّل بلاده في الألعاب الأولمبية الصيفية 1924.

## روابط خارجية
إد غريتوس على موقع أوليمبيديا (الإنجليزية)